# Bitka kod Šušnjara
Bitka kod Šušnjara bila je borba između partizanske Dvanaeste slavonske brigade NOVJ i Ustaško-domobranskog slavonskog zdruga, koja se odvila 16. travnja 1943. godine, u završnim operacijama okupatorske ofenzive „Braun“. Borba je završila odlučnom pobjedom partizana nad nadmoćnijim neprijateljskim snagama i ostala zabilježena kao najveća pobjeda Dvanaeste slavonske brigade, ali i slavonskih partizana uopće tijekom rata.

## Pokret Slavonskog zdruga prema 12. brigadi
Zdrug je po zapovjedi pukovnika Tomislava Bosnića 12. travnja u 7 sati krenuo iz Požege pravcem Toranj–Oljasi–Lučinci, gdje je prenoćio i sutradan nastavio prema Kamenskoj. Činile su ga četiri bojne i baterija topova 100 mm od tri topa, te ukupno 1200 vojnika. Zdrug se kretao vrlo oprezno i sporo zbog mogućeg iznenadnog napada partizana, tako da je rastojanje od 17 km od Slavonske Požege do Šušnjara prešao tek poslije puna četiri dana.
U Biškupcima i Stražemanu Bosnić je dobio obavijest da su partizani 13. travnja pred zoru odstupili u pravcu sela Gornji Vrhovci. I pored toga, Zdrug je nastavio marš i do 16 sati stigao u selo Veliku, gdje je i prenoćio. Dana 15. travnja, Zdrug je produžio nadiranje prema zapadu pravcem Biškupci–Stražemen–Striježevica i istog dana dobio zapovijed za oružanu akciju 16. travnja. U zapovijedi je bilo podvučeno da se ostaci partizanskih snaga, poslije poraza u ofenzivi „Braun“, nalaze na prostoru Ravne Gore: Javornik-Metla-Gornji Borki-Zaile, zapadno od ceste Striježevica-Zvečevo.
Prema zapovijedi, zdrug je nadirao općim pravcem Striježevica-Zvečevo da bi se zadržao na prostoru Korlati-Velebit i Lipov vrh, 4 km južno od Zvečeva. Istovremeno s kretanjem Slavonskog zdruga, nadirala je i Prva gorska divizija u tri kolone (jedna iz Daruvara, druga pravcem Voćin-Zvečevo i treća iz Pakraca). Iako je zapovjedništvo Drugog domobranskog zbora najavilo da će dostaviti zapovijed za borbene operacije 17. travnja, ta naredba nije nikad stigla, jer je Slavonski zdrug 16. travnja bio razbijen, a većina njegovih vojnika zarobljena.

## Raspoređivanje 12. slavonske brigade NOVJ
Prema zapovijedi Štaba Dvanaeste slavonske divizije Dvanaesta slavonska brigada dobila je zadatak da s dva bataljuna organizira zasjedu istočno od komunikacije Kamenska-Zvečevo kod Vučjaka-Vranovo, kota 333. Drugi bataljun Dvanaeste slavonske brigade nalazio se u zasjedi južno od kote 648, na grebenu iznad potoka Vranovo. Prvi i treći bataljun, nakon što su noću 15/16. travnja prešli preko 30 km, dobili su zadatak da poslije otvaranja vatre s čela i desnog boka, zađu neprijatelju iza leđa od Gredine i izvrše napad s jugoistočne strane. Pošto je prenoćio u Šušnjarima i Kruševu, Zdrug je u 8 sati 16. travnja krenuo pravcem: Striježevica-Mrkoplje-Zvečevo u sljedećem borbenom rasporedu: Četvrta bojna u ulozi prethodnice, Druga bojna u ulozi lijeve pobočnice kretala se zapadno od komunikacije u pravcu Mrkoplja. Prva bojna nastupala je istočno od komunikacije Striježevica-Zvečevo u ulozi desne pobočnice, pravcem Kameni grad kota 612. Treća bojna nastupala je komunikacijom Striježevica-Zvečevo u ulozi zaštitnice (pozadina haubičke baterije i komore).

## Bitka
Oko 9 sati došlo je do žestoke borbe, kada se čelo Prve bojne (koja je bila u ulozi desne pobočnice) sudarilo s Četvrtim bataljunom Dvanaeste brigade kod Kamenog grada (kota 612). Borba se vodila s prekidima od 9 do 17 sati. Poslije sudara Prve bojne s Četvrtim bataljunom, došlo je do borbe i kod sela Mrkoplja, gdje se Druga bojna u ulozi lijeve pobočnice sudarila s Drugim bataljunom Sedamnaeste slavonske brigade. Bataljun, kojim je zapovjedao Milan Joka, odmah je prešao u protunapad i odbacio bojnu prema putu Vučjak-Zvečevo. Od 10 do 12 sati vođena je žestoka borba. Na desni bok Ustaško-domobranskog zdruga bio je izvršen silovit napad od Drugog i Četvrtog bataljuna Dvanaeste slavonske brigade, a udarom iz pozadine i jurišem Prvog i Trećeg bataljuna, došlo je do dezorganizacije i totalne pomutnje u redovima neprijatelja.
Žestoku borbu s jednom četom ustaša, koja je branila bateriju haubica 100 mm, vodio je Prvi bataljun Dvanaeste slavonske brigade. Iako su u borbi brojčano bili prepolovljeni, ustaše su pružali otpor sve do 15 sati kada je jedan dio odstupio, a na poprištu borbe je ostalo oko 100 ustaških leševa.
U borbi kod Šušnjara svi bataljuni su u taktičkom pogledu izvršili svoje zadatke potpuno i na najbolji način. Drugi i Četvrti bataljun zaustavili su svojom vatrom i napadom s čela pokret Slavonskog zdruga. Prvi i Treći bataljun su neuobičajeno velikom brzinom prešli preko brisanog prostora, zašli za leđa neprijatelju i, udarom iz pozadine, doveli do rasula i zarobljavanja Slavonskog zdruga. U pomanjkanju rezervnih snaga i zbog reljefa zemljišta, na ce stiVučjak-Striježevica ostala je nezatvorena breša kroz koju se izvuklo oko 250-300 vojnika. Oni su izbjegli zarobljavanje bježanjem prema Kamenskoj i Požegi.
U borbi kod Šušnjara došla je do punog izražaja taktička zrelost i vojničko iskustvo Štaba Dvanaeste slavonske divizije kao i štabova Dvanaeste i Sedamnaeste slavonske brigade, koja je motivirala niže starješine i borce da smjelo jurišaju i napadaju neprijatelja, bez obzira na njegovu nadmoćnost u živoj sili i naoružanju. Borba i taktički manevar Dvanaeste slavonske brigade kod Šušnjara bili su rezultat jedinstvenog i originalnog plana, neposrednog zapovjedanja u borbi i visokog stupnja suradnje između svih jedinica u okviru Brigade.
Pobjeda partizanskih snaga kod Šušnjara odjeknula je diljem Slavonije i izvršila snažnu moralno-političku i mobilizatorsku ulogu, posebno na mladež i narod Slavonije. Ta pobjeda označila je i konačan kraj neprijateljske ofenzive „Braun“ u Slavoniji.

## Bilans
U borbi koja je trajala oko 5 sati, bilo je zarobljeno 583 neprijateljskih vojnika, od toga 10 časnika, 40 podčasnika i zapovjednik zdruga, pukovnik Tomislav Bosnić. Ubijeno je 185 neprijateljskih vojnika, dok se ostatak zdruga povukao prema Požegi i Pakracu.
Zaplijenjene su 3 poljske haubice 100 mm s 250 artiljerijskih granata, 38 mitraljeza, 20 automata, 560 pušaka, 20 minobacača, 300.000 metaka, 350 mina za minobacače, 85 konja, 600 pari cipela i čizama, 1 putnička kola, 1 motocikl, 15 kola raznog ratnog materijala i mnogo hrane. 
Gubici Dvanaeste slavonske brigade bili su 2 poginula i 7 ranjenih boraca.

## Spomenik
U blizini mjesta Dočić, 1968. godine je u spomen na partizansku pobjedu u Šušnjarskoj bici bio sagrađen monumentalni spomen-mozaik umjetnika Ede Murtića. Spomenik je teško oštećen tijekom Domovinskog rata i još uvijek čeka obnovu.

## Unutrašnje poveznice
- Dvanaesta slavonska proleterska udarna brigada NOVJ
- Popis borbi NOVJ u Slavoniji
- Narodnooslobodilački pokret u Slavoniji